# Microcebus sambiranensis
Lêmure-rato-de-sambirano (Microcebus sambiranensis) é uma espécie de lêmure pertencente à família Cheirogaleidae.
É uma pequena, recém-descoberta espécie de lemur do género Microcebus, endémica da ilha de Madagáscar. Esta espécie foi descoberta na região nordeste da ilha. Foi nomeada como espécie junto com Microcebus berthae e Microcebus tavaratra.